# 東京理工系4大学
東京理工系4大学（とうきょうりこうけいよんだいがく）は、東京都内に本部を置く主要私立大学のうち以下の理工系4大学からなる大学間協定、大学群である。公式サイトでは東京4理工という名称を用いているほか、四工大とも呼ばれる。
- 芝浦工業大学（江東区）
- 東京都市大学（世田谷区）
- 東京電機大学（足立区）
- 工学院大学（新宿区）

## 概要

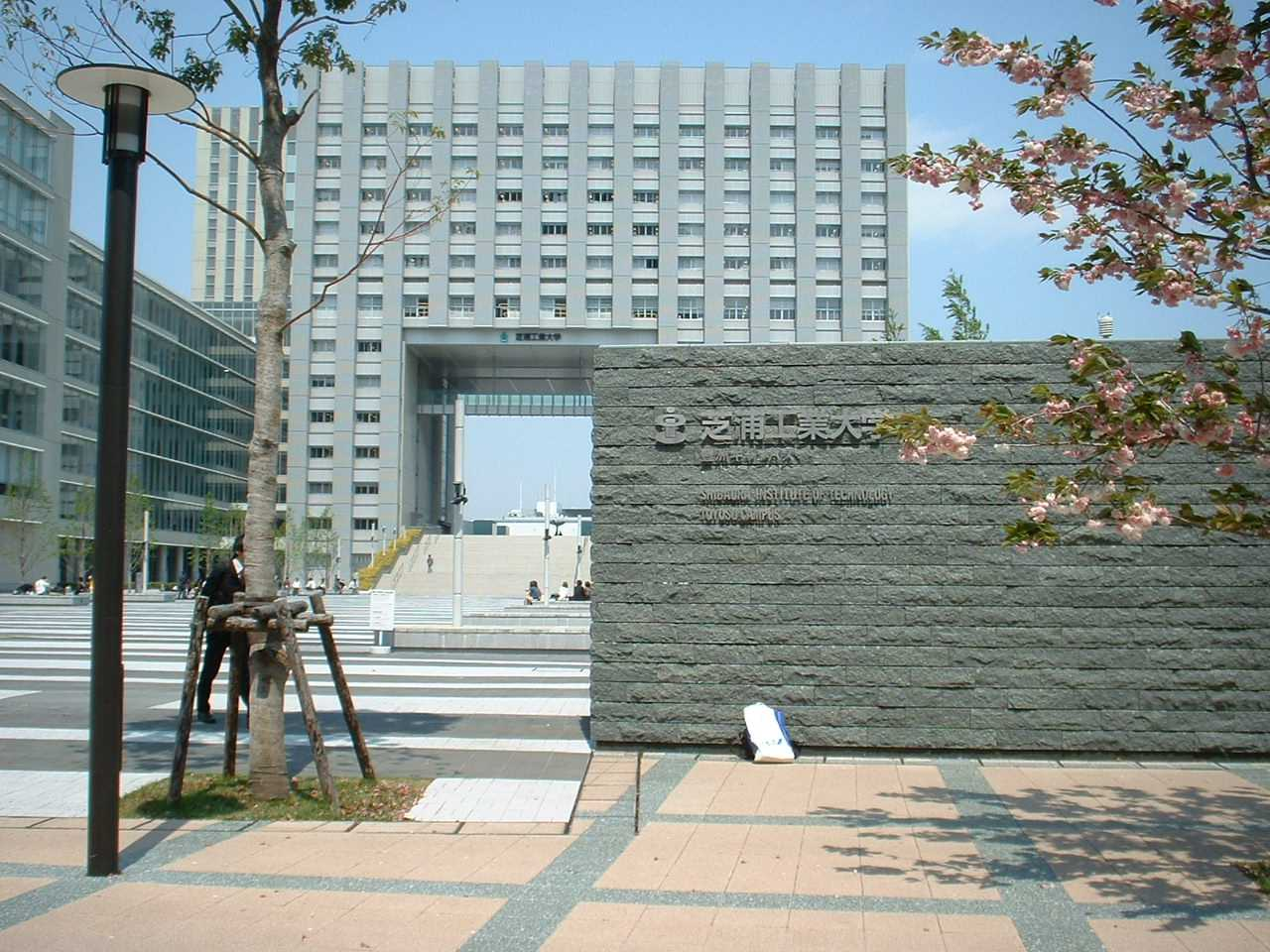
芝浦工業大学
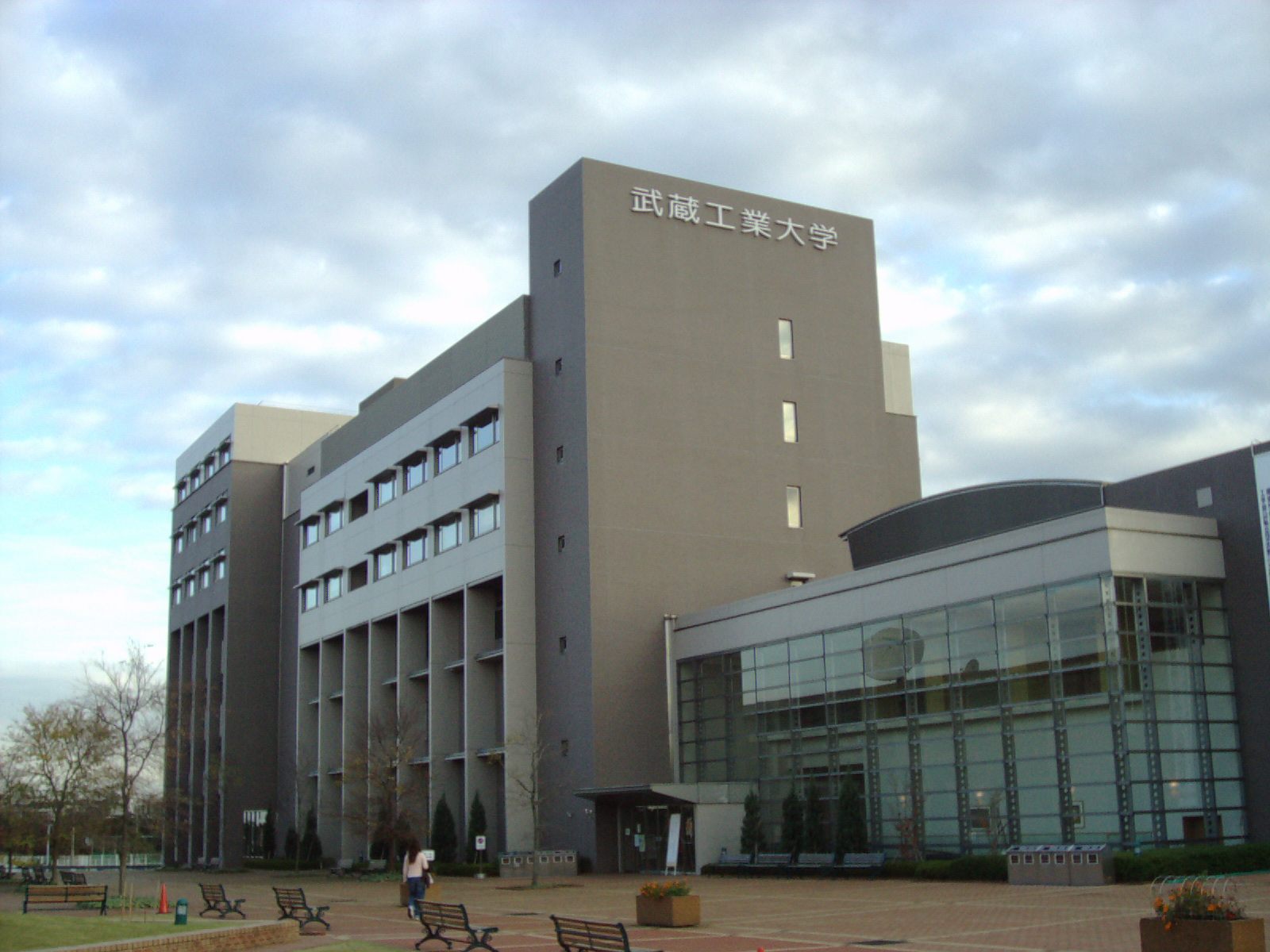
東京都市大学
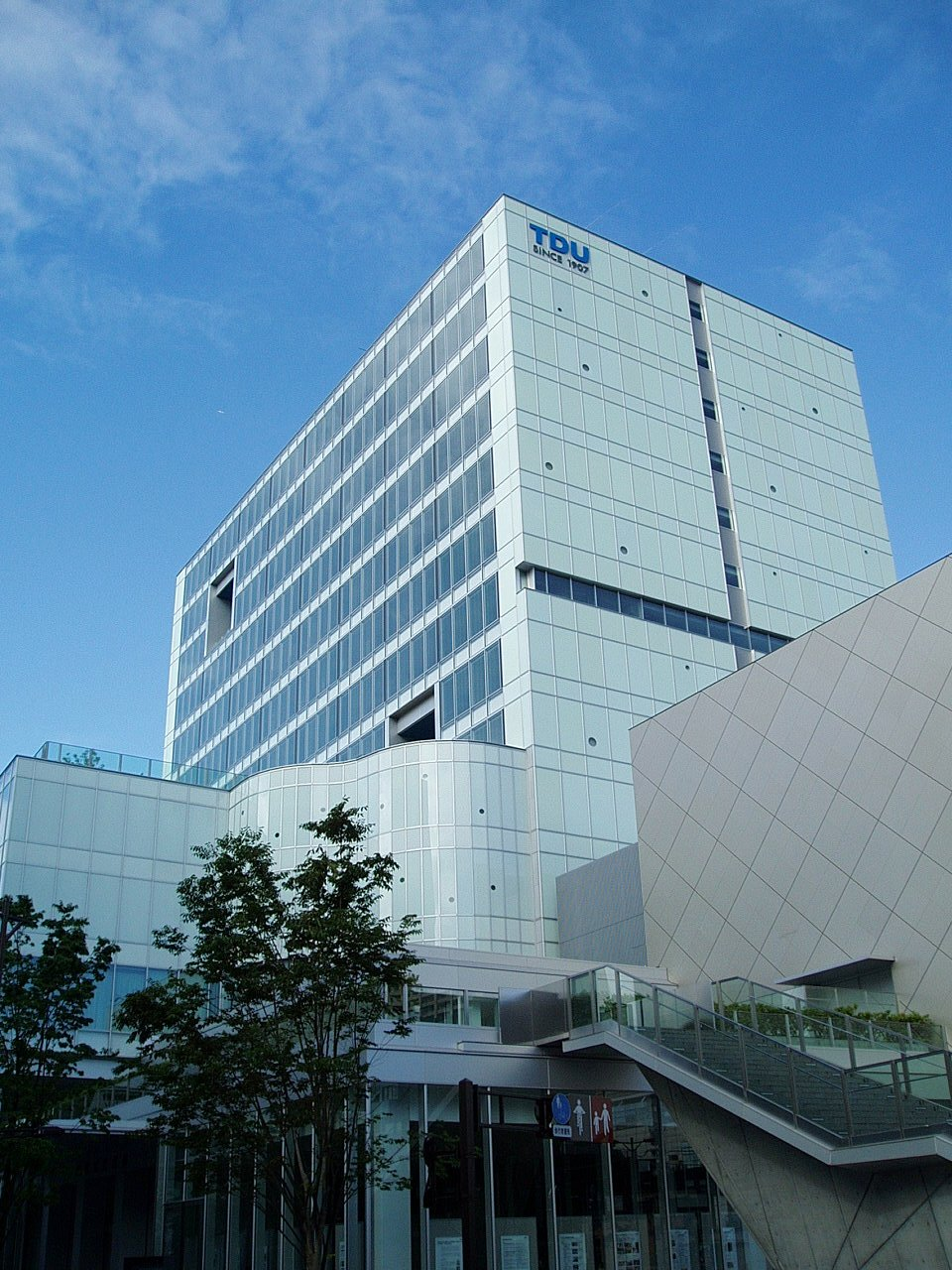
東京電機大学
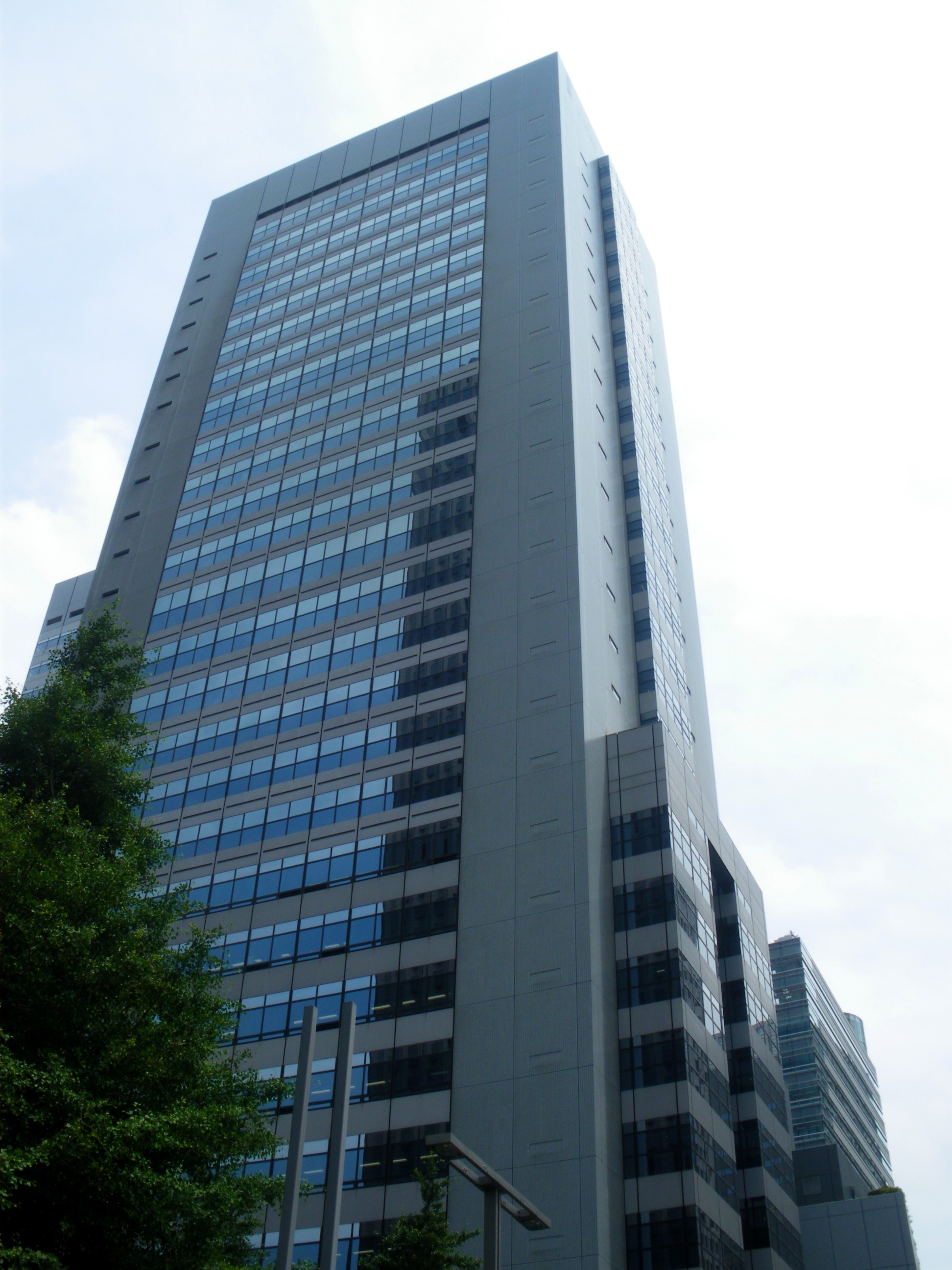
工学院大学

バブル景気が崩壊した1990年代後半、将来の安定性を求める学生が増えたことで進路希望における総合大学志向が強まり、理工系大学にとって逆風となる状況が起こっていた。そこで、将来の日本経済を見据えた時に、不況の中だからこそ最先端の技術を学べる東京の理工系大学が一致団結し、次代を担う技術者を養成しなければならないとの観点から東京4理工が発足した。
具体的には、「東京理工系4大学による学術と教育の交流に関する協定」に基づき以下の協力を行っている。
- 単位互換制度
  - 各大学で開講する学部及び大学院修士課程の授業を履修できる「単位互換制度」を実施している。 聴講料等は、免除される。
- 特別推薦入試制度
  - 各大学の学部生が推薦により無試験で相互に大学院修士課程に入学できる制度。推薦枠は各大学1専攻につき1名で幅広い専攻を選択できる。
- 豊富な科目の中から選択が可能
  - 大学院の相互開放で、それぞれの大学が得意な分野をまず大学院の段階で融通し合い、単位互換制度も相まって豊富な選択肢の中から科目を選択することができる。

## 学園祭
東京理工系4大学の活性化を目的として工学院大学（八王子祭・新宿祭）、芝浦工業大学（芝浦祭）、東京電機大学（旭祭）、東京都市大学（世田谷祭）の学園祭実行委員会から発足したプロジェクトがある。上記4つの大学の学園祭実行委員会が集まって交流を図り各大学の学園祭の発展および、大学群である「四工大」の知名度の向上を目指している。

## 歴史
1996年1月
- 芝浦工業大学、武蔵工業大学、東京電機大学の「理工系3大学」として発足。

1998年3月
- 工学院大学が加わり現在の4大学の形となった。

2009年4月
- 武蔵工業大学が大学名を東京都市大学に改称。

2019年3月
- 学園祭やその他のイベントを4大学（工学院大学・芝浦工業大学・東京電機大学・東京都市大学）が合同で行う「四工大プロジェクト」が発足。